# Villavaliente
Villavaliente – gmina w Hiszpanii, w prowincji Albacete, w Kastylii-La Mancha, o powierzchni 34,84 km². W 2011 roku gmina liczyła 268 mieszkańców.